# بند کوهگان
بند کوهگان مربوط به سده‌های متاخر دوران‌های تاریخی پس از اسلام است و در شهرستان ایرانشهر، بخش مرکزی، دهستان نایگون، ۱۰ کیلومتری جنوب روستای اله آباد نایگون واقع شده و این اثر در تاریخ ۲۶ اسفند ۱۳۸۷ با شمارهٔ ثبت ۲۵۹۱۴ به‌عنوان یکی از آثار ملی ایران به ثبت رسیده است.